# Antigues dependències del monestir (l'Estany)
Les Antigues dependències del monestir és una obra amb elements gòtics de l'Estany (Moianès) inclosa a l'Inventari del Patrimoni Arquitectònic de Catalunya.

## Descripció
Aquest edifici tanca el monestir pel cantó de ponent i fa avui d'accés. Forma una façana rectangular de dues plantes a la plaça del monestir. El conjunt és format per un portal d'entrada de grans dimensions, d'arc de mig punt i adovellat que dona accés al claustre, a banda i banda s'hi troba una porta, amb llinda, i amb elements decoratius de caràcter gòtic (tardà del segle xvi). Al damunt de les portes hi ha dues petites finestres, les llindes de les quals presenten també elements gòtics del segle xvi.A una finestra dels baixos, l'enreixat és amb llangardaix. Els pis superior, més modificat, té sis obertures dels segle xvi i posteriors.
Damunt del portal, un escut en alt relleu de factura gòtic- tardana té representats dos àngels vestits de monjos que sostenen un arbre arrelat, conjunt ornat amb mitra i bàcul. La coberta és a una vessant. L'interior ha estat molt adaptat per a unso posteriors i conserva molt poc de la disposició original.

## Història
Aquesta construcció, erigida per acollir-hi diferents dependències abacials, fou aixecada en temps de l'abat Berenguer de Riudeperes (mort el 1329). D'aquí la representació del seu escut sobre el portal.
Avui aquest edifici fa de façana a la plaça del monestir (abans plaça de la mongia) oberta arran de l'enderrocament de les cases que tancaven el pas unt de cases on vivien alguns monjos i més tard treballadors i guardians del monestir. A la dècada dels seixanta -setanta, el conjunt fou restaurat donant-li l'aspecte que presenta avui. L'interior de l'edifici, que conserva alguns arcs apuntats, ha estat molt modificat.